# Метод Лавровой
«Ме́тод Лавро́вой» — российский детективный телесериал со Светланой Ходченковой в главной роли, премьера которого в России состоялась 23 мая 2011 года на телеканале «СТС». Телесериал производится компанией «Леан-М» по заказу канала «СТС». Автор музыки к телесериалу — Юта. Премьера второго сезона состоялась 21 января 2013 года. Продолжение содержит 20 серий.
За роль Екатерины Лавровой Светлана Ходченкова была номинирована на украинскую премию «Телезвезда-2012» в категории «Любимая актриса».

## Сюжет
После несчастного случая Екатерина Лаврова (актриса Светлана Ходченкова) оставляет карьеру оперуполномоченного в МВД и становится преподавателем Университета МВД. Язвительная и резкая Катя становится любимицей группы студентов, с которыми она расследует самые сложные и загадочные дела. Телесериал рассказывает не только о детективных сюжетах, но и о личной жизни самой Лавровой и её курсантов: Фёдора, Родиона, Марины, Варвары, Виталия, Ивана и Дениса и раскрывает тайны прошлого Лавровой. «Метод Лавровой» заключается в том, чтобы «не вычислить преступника, а понять его, просчитать дальнейшие шаги и… заставить его действовать так, чтобы он сам себя выдал».

## В главных ролях
- Ярослав Жалнин — Виталий Сергеевич Миско, 20 лет, курсант Академии МВД, жених, во втором сезоне — муж Варвары Захаровой.
- Светлана Ходченкова — Екатерина Андреевна Лаврова, 27 лет, куратор группы курсантов Академии МВД, в прошлом окончила Академию МВД с красным дипломом и работала в опергруппе. Очень любит и ценит своих курсантов. В первом сезоне влюблена в Игоря Леоновского, во втором понимает, что любит Нила Рокотова.
- Дмитрий Блохин — Михаил Львович Чиглинцев, 35 лет, майор полиции. Во втором сезоне — возлюбленный Марины Никишиной.
- Павел Прилучный — Родион Александрович Долгов, 19-20 лет, бывший курсант Академии МВД, во втором сезоне перевёлся учиться в Санкт-Петербург.
- Максим Виноградов — Денис Леонидович Саблин, 20 лет, курсант Академии МВД, во втором сезоне влюблён в Юлию Панову.
- Вячеслав Шихалеев — Фёдор Петрович Черных, 25 лет, бывший курсант Академии МВД, влюблён в Екатерину Лаврову. После ухода из академии МВД согласился помогать опасному преступнику, но потом помог следствию.
- Григорий Иванец — Иван Григорьевич Шишкарёв, 25 лет, курсант Академии МВД.
- Дарья Иванова — Варвара Семёновна Захарова (Миско), 21 год, курсантка Академии МВД, невеста, во втором сезоне — жена Виталия Миско.
- Ольга Дибцева — Марина Михайловна Никишина, 20 лет, бывшая курсантка Академии МВД, ушла из Академии МВД после ссоры с Михаилом Чиглинцевым.
- Юрий Батурин — Игорь Георгиевич Леоновский, 37 лет, известный адвокат, приглашённый лектор в Академии МВД. В первых сериях влюбляется в Екатерину Лаврову.
- Алёна Ивченко — Лидия Алексеевна Кудилина, 40 лет, подполковник полиции, преподаватель Академии МВД, заместитель начальника Академии по учебной работе, главный недоброжелатель Екатерины Лавровой.
- Борис Невзоров — Олег Иванович Переверзев, 60 лет, генерал-майор, начальник Академии МВД, друг отца Екатерины Лавровой. Всегда помогает ей во всём.
- Артём Григорьев — Артём Павлович Захоронок, 26 лет, лейтенант полиции, помощник Михаила Чиглинцева.
- Дарья Лузина — Александра Анатольевна Вострикова, 28 лет, журналистка, школьная подруга Екатерины Лавровой, её конфидент.
- Татьяна Лютаева — Антонина Игоревна Лаврова, мать Екатерины Лавровой, вдова генерала.
- Александр Стефанцов — Вадим Станиславович Усов, 30 лет, актёр, бывший муж Екатерины Лавровой.
- Александр Дзюба — Александр Зотов, рецидивист, «сводный брат» Екатерины Лавровой, находится в розыске.
- Михаил Ремизов — генерал Александр Долгов, отец Родиона.
- Михаил Хмуров — Нил Александрович Рокотов, преподаватель криминологии в Академии МВД.
- Михаил Колядин — Петя Пантюшин («Гурман»).
- Ольга Хохлова — Юлия Панова, курсантка Академии МВД (с 3-го курса, перевелась из Твери).
- Александр Соколовский — Егор Аркадьев, курсант Академии МВД.
- Сергей Климов — Василий Тарасюк, эксперт-криминалист.

## Рейтинги
Премьера сериала 23 мая прошла с долей более 15 % в аудитории все старше 4 лет, и канал занял второе место в слоте 21.00-22.00 после Первого канала. В аудитории 6-54 сериал показал внушительную долю 20,6, а у аудитории 14-44 — 22,4. По России доля была в аудитории 6-54 — 19,5, а в 14-44 — 21,8. Премьера стала одним из самых успешных запусков сериала на телеканале.

## «Метод Лавровой 2»
Второй сезон продолжает историю Екатерины Лавровой и её курсантов — как на службе, так и в личной жизни. Он состоит из пяти сюжетов по четыре серии; в каждом сюжете ведущую роль играет один из курсантов. Сюжеты второго сезона содержат много мистики (проклятие скифской мумии, странные события в доме колдуна).
По словам Ходченковой, второй сезон в большей степени сосредоточен на любовных отношениях героев.

## Описание серий
Сезон 1
| 1  | Группа курсантов Университета МВД подаёт рапорт об увольнении. Руководство Университета решает дать им последний шанс, приставив к ним в прошлом успешного следователя Екатерину Лаврову — она должна заставить одуматься беспечных молодых людей. Одновременно это и шанс для самой Лавровой разобраться в своих желаниях и стремлениях... | 23.05.2011   |  |  |  |  |
|    | |              |  |  |  |  |
| 2  | Друзья-оперативники Чиглинцев и Захаронок против новой работы Кати и всячески пытаются вернуть её в отдел, тем более, что в деле с "ожившим покойником" много нестыковок, и им ничего не остается как обратиться за помощью к Лавровой. Немного подумав, Катя решает, что нет учебы лучше, чем практика, и подключает к этому расследованию своих студентов. | 24.05.2011   |  |  |  |  |
|    | |              |  |  |  |  |
| 3  | На глазах у курсанта Дениса Саблина похищена девушка. За помощью он обращается к Лавровой. То же самое дело достаётся и майору Чиглинцеву. Мотивы похищения непонятны оперативникам: девушка бедна, взять с нее нечего... Но при этом на ней были явно дорогие вещи, а в сумочке сидел модный йоркширский терьер... | 25.05.2011   |  |  |  |  |
|    | |              |  |  |  |  |
| 4  | Друзья становятся свидетелями похищения девушки. Это уже второе похищение в их присутствии. | 26.05.2011   |  |  |  |  |
|    | |              |  |  |  |  |
| 5  | В одной из московских квартир раздается выстрел. Прибывшая на место опергруппа обнаруживает манекен с дырой в голове.На первый взгляд кажется, что это чья-то хулиганская выходка, но Лаврова уверена, что все не так просто: все может повториться, только жертва будет настоящая | 30.05.2011   |  |  |  |  |
|    | |              |  |  |  |  |
| 6  | К расследованию дела привлекаются курсанты, и на этот раз одному из них действительно придется покинуть Университет. | 31.05.2011   |  |  |  |  |
|    | |              |  |  |  |  |
| 7  | Театральна актриса становится примой. Однако вскоре у неё начинаются неприятности: вместо цветов после спектакля девушка получает записки с угрозами, а однажды она становится жертвой настоящего нападения... | 01.06.2011   |  |  |  |  |
|    | |              |  |  |  |  |
| 8  | Кате Лавровой и её курсантам удаётся выяснить, что причина столь быстрой и блистательной карьеры Виктории не в её исключительном таланте, а в том, что она обладает роскошным наследством в виде антиквариата и большого количества бесценных картин. Естественно имеют место злоумышленники с их коварным и изощренным планом похищения ценностей. И, если бы не метод Лавровой, этот «спектакль» мог бы стать для актрисы последним... | 02.06.2011   |  |  |  |  |
|    | |              |  |  |  |  |
| 9  | В одном из столичных парков на студенток рядом расположенного вуза нападают неизвестные, избивают и наносят на тела жертв странные знаки, похожие на египетские иероглифы. Чиглинцев всерьез опасается, что очередную жертву могут приговорить к смерти. Он просит Лаврову и ее подопечных включиться в расследование. | 06.06.2011   |  |  |  |  |
|    | |              |  |  |  |  |
| 10 | Дело о тайных знаках набирает обороты. В круг подозреваемых попадает и преподаватель, страстный египтолог Петр Данилов. Казалось бы, все ниточки сходятся к нему, но не все так просто и однозначно... С помощью очередной провокации Кате и курсантам удается заставить проявить себя истинных виновников "ритуальных" нападений... | 07.06.2011   |  |  |  |  |
|    | |              |  |  |  |  |
| 11 | Майор Чиглинцев собирается провести выходные на даче. Отдых начинается со звонка приятеля из местного РОВД — в усадьбе «Вараксино» происшествие — призрак напугал директора и служащую музея. Оперативники, конечно же, не верят в подобную чепуху, но делать нечего - нужно съездить и проверить. | 08.06.2011   |  |  |  |  |
|    | |              |  |  |  |  |
| 12 | В музее, откуда поступило тревожное сообщение о настоящем призраке, полным ходом идет ремонт. Скоро должна открыться выставка, на которую ожидается прибытие иностранных гостей, словом, призрак в усадьбе сейчас совсем некстати. Чиглинцев обращается за помощью к Кате Лавровой, у которой один ответ: если речь заходит о призраке, значит, это кому-то нужно. Остается только выяснить, кому. | 09.06.2011   |  |  |  |  |
|    | |              |  |  |  |  |
| 13 | В одной из московских квартир найден труп Веры Крайновой. На первый взгляд все выглядит как самоубийство, но бывалые оперативники сразу же констатируют — убийство. Сначала Веру попытались отравить, потом утопить, а под конец — в ванну бросили фен. Очевидно, действовал непрофессионал. При жизни Вера была талантливой и очень успешной бизнес-леди, с жестким и бескомпромиссным характером. Понятно, что у такого человека врагов должно быть много. К поискам преступника подключают Лаврову и её команду.                                        | 13.06.2011   |  |  |  |  |
|    | |              |  |  |  |  |
| 14 | Продолжение истории о убийстве Веры Крайновой. | 14.06.2011   |  |  |  |  |
|    | |              |  |  |  |  |
| 15 | На выставке оружия происшествие — старинный экспонат выстрелил и чуть не убил певцашансона Анатолия Смоляра. Смоляр, естественно, считает, что на него готовилось покушение, Чиглинцев уверен - это случайность, эксперты в сомнении - каждое оружие тщательно проверяется, прежде чем попасть на стенд. Похоже, все-таки кто-то специально зарядил ружье. Лаврова уверена, если не разобраться в этом деле сейчас, то в следующий раз обязательно кто-нибудь пострадает... А в том, что "следующий раз" обязательно случится Лаврова даже не сомневается. | 15.06.2011   |  |  |  |  |
|    | |              |  |  |  |  |
| 16 | Продолжение дела о пистолете. | 16.06.2011   |  |  |  |  |
|    | |              |  |  |  |  |
| 17 | У курсанта Долгова день рождения. По этому случаю, он приглашает товарищей в кафе и направляется туда с Никишиной, чтобы основательно подготовиться к празднику. В этот момент кафе захватывает человек в маске и с пистолетом. Марине и Родиону удается связаться с Саблиным, и теперь у друзей есть возможность видеть все, что происходит в кафе. Чиглинцев и Катя руководят операцией по спасению заложников. | 20.06.2011   |  |  |  |  |
|    | |              |  |  |  |  |
| 18 | Продолжение истории о захвате кафе. | 21.06.2011   |  |  |  |  |
|    | |              |  |  |  |  |
| 19 | Из клиники пластической хирургии похищена медицинская карта «народного депутата» Мельникова. Мельников в негодовании. Он позиционирует себя, как простой русский мужик, и уж кто-кто, а он-то понимает нужды народные, а тут на тебе - случится скандал, если эти карты станут достоянием общественности, карьере конец. Мельников наседает на Чиглинцева. Чиглинцев, понимая, что шансы найти похитителя равны нулю, как всегда обращается к Лавровой и ее курсантам.                                                                                     | 22.06.2011   |  |  |  |  |
|    | |              |  |  |  |  |
| 20 | Продолжение дела с пропажей медицинской карты | 23.06.2011   |  |  |  |  |
|    | |              |  |  |  |  |
| 21 | На Олесю Левкову, официантку фешенебельного ресторана «Фишеркинг», совершено нападение. Девушка становится свидетельницей разговора неизвестных о готовящемся похищении алмаза "Черный глаз". Алмаз этот принадлежит адвокату Алексею Ведищеву — сыну известного ювелира и однокурснику Леоновского... На улице Катя видит некоего Мальцева, вора-медвежатника, который должен бы сидеть в тюрьме, но почему-то гуляет на воле... | 27.06.2011   |  |  |  |  |
|    | |              |  |  |  |  |
| 22 | Продолжение истории о нападении на официантку. | 28 июня 2011 |  |  |  |  |
|    | |              |  |  |  |  |
| 23 | Курсанты Саблин и Шишкарёв спасают человека от гибели, доставив его в клинику с признаками тяжёлого отравления.Выясняется, что он отравлен тетрадотоксином - очень редким ядом. От Лавровой они с узнают, что подобных случаев очень много. Курсантам поручают расследовать дело о серии отравлений. Им необходимо вычислить злоумышленника... | 29 июня 2011 |  |  |  |  |
|    | |              |  |  |  |  |
| 24 | Продолжение истории о серии отравлений. | 30 июня 2011 |  |  |  |  |
|    | |              |  |  |  |  |
| 25 | У сотрудника исторического музея Юрия Демидова пропали артефакты весьма сомнительного свойства... Оперативники откровенно посмеиваются над незадачливым коллекционером. Но им становится не по себе, когда они узнают, что Юрий является пациентом психиатрической клиники Гольдберга. Кстати, вскоре врача Льва Гольдберга - гения и авантюриста, находят в своем кабинете убитым. Как связана смерть ученого с кражей "реликвий", предстоит разбираться курсантам и Лавровой.                                                                            | 4 июля 2011  |  |  |  |  |
|    | |              |  |  |  |  |
| 26 | Продолжение истории о пропаже артефактов. | 5 июля 2011  |  |  |  |  |
|    | |              |  |  |  |  |
| 27 | В супермаркете на складе обнаружена змея. Вызванный серпентолог Колечкин, сотрудник НИИ, казалось бы, знавший о змеях всё, сам становится жертвой пресловутого гада. Да еще тут и там всплывает легенда о родовом проклятии, где змея - символ возмездия, кара за некогда совершенное отцом Хасанова преступление. И каково же удивление оперативников, когда выясняется, что змея-то вовсе неядовитая... Тогда почему погиб Колечкин и чуть не умер Ильдар? Вопросов больше, чем ответов, но метод Лавровой не даст осечку!                               | 6 июля 2011  |  |  |  |  |
|    | |              |  |  |  |  |
| 28 | Продолжение дела о змее. | 7 июля 2011  |  |  |  |  |
|    | |              |  |  |  |  |
| 29 | В краеведческом музее украдена картина русского авангардиста Феофана Вакулюка — ученика Малевича. Полотно малоизвестное, но от этого не менее ценное. Понятно, что картина на любителя и истинного ценителя живописи, к тому же на черном рынке за нее дают большие деньги. Но вот в чем проблема: следов похищения — никаких!.. | 11 июля 2011 |  |  |  |  |
|    | |              |  |  |  |  |
| 30 | Некто Осокин готов продать иностранцу Милошу Забавнику, знатоку авангардизма, разыскиваемую картину. Забавник готов помочь расследованию и соглашается на роль "живца". Но, как это бывает, очевидное не есть истинное. Кате и ребятам предстоит отыскать настоящую правду. | 12 июля 2011 |  |  |  |  |
|    | |              |  |  |  |  |
| 31 | «Поминальный обед» в память об усопшем поп-идоле Казаринове закончился для известного продюсера Грановича тоже весьма плачевно.Испив дорогого коньяку, (адресованного, кстати, не ему, а певице Нике), легенда шоубиза почил в бозе, прямо за ресторанным столиком. | 13 июля 2011 |  |  |  |  |
|    | |              |  |  |  |  |
| 32 | Подозреваемых в причастности к смерти известного продюсера Грановича много. Оно и понятно: у него был скверный характер, и небезупречная репутация... Очередная задача для Кати и ее команды - выяснить, кто же стоит за столь громким преступлением. | 14 июля 2011 |  |  |  |  |
|    | |              |  |  |  |  |
| 33 | Пациент психиатрической больницы № 20 Сергей Матвеев выбрасывается из окна и погибает. А продавец овощной палатки Ирина Локтева становится невольной обладательницей связки ключей, подброшенной ей... вором-карманником Гурманом. | 18 июля 2011 |  |  |  |  |
|    | |              |  |  |  |  |
| 34 | Что же творится в стенах психушки, и почему Ирина Локтева так боится, что её убьют? Вопросы, на которые придется искать ответы Лавровой и ее подопечным. | 19 июля 2011 |  |  |  |  |
|    | |              |  |  |  |  |
| 35 | Накануне свадьбы в жизни бизнесмена Антона Воронина и его невесты Алёны Спичкиной начинают происходить странные вещи: у невесты прямо в номере отеля сжигают подвенечное платье, а самого Антона пытается споить близкий друг и партнер Виктор Хорьков. | 20 июля 2011 |  |  |  |  |
|    | |              |  |  |  |  |
| 36 | Несчастного Антона Воронина буквально преследует «призрак» его первой жены Натальи, год назад утонувшей в Египте. Да и сам Антон испытывает угрызения совести - ведь именно он во время ссоры на яхте столкнул жену в воду. Сын Дима и вовсе отбился от рук... Словом, благодатное поле деятельности для Лавровой. | 21 июля 2011 |  |  |  |  |
|    | |              |  |  |  |  |
| 37 | Катя и её подруга Саша Вострикова становятся свидетелями странного происшествия.На распродаже в Торговом центре десятки людей внезапно подверглись массовому гипнозу, в том числе и Саша. Более того, под шумок, у инкассатора были похищены деньги. | 25 июля 2011 |  |  |  |  |
|    | |              |  |  |  |  |
| 38 | Катя с курсантами полагают, что во всём виноват видеоролик, крутившийся в магазине. Но кто запустил его и каковы дальнейшие планы преступника - это и предстоит выяснить Лавровой сотоварищи. | 26 июля 2011 |  |  |  |  |
|    | |              |  |  |  |  |
| 39 | Семья подполковника Лидии Кудилиной попадает в неприятную историю: с их дачи исчезает гостья и деловой партнёр её мужа — Наталья Шестакова. Понятно, что случившееся не должно стать предметом широкой огласки - это может бросить тень и на университет, в котором работает Лидия Алексеевна... | 27 июля 2011 |  |  |  |  |
|    | |              |  |  |  |  |
| 40 | Несмотря на то, что у Лавровой с Кудилиной напряжённые отношения, Катя с курсантами берётся разобраться в этой щекотливой ситуации и помочь коллеге. | 28 июля 2011 |  |  |  |  |
|    | |              |  |  |  |  |

Сезон 2
| 1 (41)  |  | 21 января 2013 |  |  |  |  |
|         |  |                |  |  |  |  |
| 2 (42)  |  | 22 января 2013 |  |  |  |  |
|         |  |                |  |  |  |  |
| 3 (43)  |  | 23 января 2013 |  |  |  |  |
|         |  |                |  |  |  |  |
| 4 (44)  |  | 24 января 2013 |  |  |  |  |
|         |  |                |  |  |  |  |
| 5 (45)  |  | 27 января 2013 |  |  |  |  |
|         |  |                |  |  |  |  |
| 6 (46)  |  | 28 января 2013 |  |  |  |  |
|         |  |                |  |  |  |  |
| 7 (47)  |  | 29 января 2013 |  |  |  |  |
|         |  |                |  |  |  |  |
| 8 (48)  |  | 30 января 2013 |  |  |  |  |
|         |  |                |  |  |  |  |
| 9 (49)  |  | 3 июня 2013    |  |  |  |  |
|         |  |                |  |  |  |  |
| 10 (50) |  | 4 июня 2013    |  |  |  |  |
|         |  |                |  |  |  |  |
| 11 (51) |  | 5 июня 2013    |  |  |  |  |
|         |  |                |  |  |  |  |
| 12 (52) |  | 6 июня 2013    |  |  |  |  |
|         |  |                |  |  |  |  |
| 13 (53) |  | 7 июня 2013    |  |  |  |  |
|         |  |                |  |  |  |  |
| 14 (54) |  | 10 июня 2013   |  |  |  |  |
|         |  |                |  |  |  |  |
| 15 (55) |  | 11 июня 2013   |  |  |  |  |
|         |  |                |  |  |  |  |
| 16 (56) |  | 17 июня 2013   |  |  |  |  |
|         |  |                |  |  |  |  |
| 17 (57) |  | 18 июня 2013   |  |  |  |  |
|         |  |                |  |  |  |  |
| 18 (58) |  | 19 июня 2013   |  |  |  |  |
|         |  |                |  |  |  |  |
| 19 (59) |  | 20 июня 2013   |  |  |  |  |
|         |  |                |  |  |  |  |
| 20 (60) |  | 20 июня 2013   |  |  |  |  |
|         |  |                |  |  |  |  |

## Концепция и критика
Героиня изначально позиционировалась, как «девушка с внешностью Анджелины Джоли и мозгами Шерлока Холмса»; один из руководителей СТС охарактеризовал сериал как типично петербургский и назвал его «женским ответом сериалам про бандитов». (Правильнее и точнее было бы сказать «Василиса Премудрая в полицейском кителе», так как концепция Лавровой как персонажа довольно близка этому идеалу русской женщины, как сочетающей в себе красивая внешность «что не можно глаз отвесть» и премудрость.)
Положительно высказываясь об исполнительнице главной роли и отмечая оригинальный образ Лавровой, рецензенты отмечают нереальность сюжетов сериала, в том числе и основной его предпосылки (участие студентов в расследованиях).